# Jesse Wallin
Jesse Wallin (* 10. März 1978 in Saskatoon, Saskatchewan) ist ein ehemaliger kanadischer Eishockeyspieler und derzeitiger -trainer, der während seiner aktiven Karriere unter anderem für die Detroit Red Wings in der National Hockey League aktiv war. Seit 2008 ist er Cheftrainer der Red Deer Rebels in der Western Hockey League.

## Karriere
Jesse Wallin spielte zunächst von 1993 bis 1994 für die North Battleford North Stars in einer unterklassigen Juniorenliga in Saskatchewan. Im Anschluss verbrachte der Verteidiger vier Saisonen bei den Red Deer Rebels in der Western Hockey League. Während dieser Zeit wurde der Verteidiger beim NHL Entry Draft 1996 in der ersten Runde an insgesamt 26. Position von den Detroit Red Wings ausgewählt. Bei den Red Deer Rebels hatte er in der Saison 1996/97 seine punktbeste Spielzeit mit 39 Punkte in 59 Spielen der regulären Saison. 1997 und 1998 wurde Wallin für besonderes humanitäres Verhalten mit der Doug Wickenheiser Memorial Trophy ausgezeichnet; 1997 gewann er auch die Auszeichnung als CHL Humanitarian of the Year. In der Saison 1997/98 absolvierte der Defensivspieler lediglich 19 WHL-Spiele für die Red Deer Rebels, da er sich bei einem Autounfall im September 1997 eine Armverletzung zugezogen hatte. Bei der Junioren-Weltmeisterschaft 1998 erlitt Wallin eine Fußverletzung, die ihn erneut für mehrere Monate vom Spielbetrieb ausfallen ließ. Zur Saison 1998/99 gelang ihm der sofortige Sprung ins Farmteam der Detroit Red Wings, die Adirondack Red Wings, in der American Hockey League.
Im Verlauf der folgenden Saison debütierte er für die Red Wings in der National Hockey League. Auch für deren neues Farmteam, die Cincinnati Mighty Ducks, stand er als Leistungsträger auf dem Eis. Im Verlauf der folgenden Saisonen wurde Wallin immer öfters im NHL-Kader der Detroit Red Wings einberufen. Allerdings blieb ihm der Durchbruch in der NHL verwehrt, da der Kanadier durch langfristige Verletzungen immer wieder zurückgeworfen wurde. Im Oktober 2001 hatte er sich eine Verletzung in der Leistenregion zugezogen, die seine Einsätze in der NHL auf 15 Begegnungen in der Saison 2001/02 limitierte. Dadurch zählte er nicht zur Siegermannschaft der Red Wings, die zum Saisonende den Stanley Cup gewann. Die darauffolgende Spielzeit verbrachte er erstmals in seiner Karriere komplett im NHL-Kader. Erneut waren Verletzungsprobleme ausschlaggebend, dass er sich nicht endgültig in der NHL durchsetzte. Innerhalb weniger Monate verletzte sich Wallin am Ellenbogen, dem Handgelenk und auch am Knie. Sein Vertrag in Detroit wurde im Sommer 2003 nicht verlängert, sodass er als Free Agent verfügbar wurde. Ende Juli 2003 nahm er ein Vertragsangebot der Calgary Flames an. Für deren Farmteam, die Lowell Lock Monsters, absolvierte er im Oktober 2003 eine Partie in der AHL, bei der Wallin eine Gehirnerschütterung erlitt. Nachdem er die komplette Saison verletzungsbedingt ausgesetzt hatte, gelang ihm die Rückkehr in den Profisport nicht mehr.
Zur Saison 2005/06 wurde er unter Brent Sutter als Assistenztrainer bei den Red Deer Rebels tätig. Drei Jahre später wurde Wallin zum Cheftrainer der Rebels befördert. Zwischenzeitlich hatte er bei der U18-Junioren-Weltmeisterschaft 2008 die kanadische Auswahl als Assistenztrainer betreut.

### International
Für die kanadische Nationalmannschaft nahm Wallin an den Junioren-Weltmeisterschaften 1997 und 1998 teil. Nachdem er 1997 mit dem Team Canada in sieben Partien auf dem Eis gestanden und die Goldmedaille gewonnen hatte, war der Verteidiger ein Jahr später als Mannschaftskapitän aktiv. Das Turnier beendeten die Kanadier auf dem enttäuschenden achten Platz.

## Erfolge und Auszeichnungen
- 1997 Goldmedaille bei der Junioren-Weltmeisterschaft
- 1997 Doug Wickenheiser Memorial Trophy
- 1997 CHL Humanitarian of the Year
- 1998 Doug Wickenheiser Memorial Trophy